# Atomic City (canção)
"Atomic City" é uma canção da banda de rock irlandesa U2. Foi lançado como single em 29 de setembro de 2023 pela Island Records. Foi produzido por Jacknife Lee e Steve Lillywhite, e gravado no Sound City Studios. A música foi escrita como uma promoção para a residência da banda U2:UV Achtung Baby Live at Sphere em Las Vegas Valley, sendo lançada no mesmo dia em que o concerto de residência começou.
A banda descreveu a canção como uma homenagem musical a artistas como Blondie, Giorgio Moroder e The Clash, bem como a música pós-punk da década de 1970 enquanto as letras fazem referência a Las Vegas. Debbie Harry e Moroder receberam créditos como compositores da música devido às semelhanças entre seu refrão com "Call Me" (1980). O título da música é uma referência ao apelido da cidade na década de 1950, quando era destino de turismo nuclear.
Apesar do baterista Larry Mullen Jr. não poder se apresentar durante os concertos devido a cirurgias planejadas e um período pós-operatório, foi creditado na faixa e participou do vídeo musical, que foi filmado em Las Vegas e dirigido por Ben Kutchins.

## Lista de faixas
- Download digital – Remixes

1. "Atomic City" (David Guetta Remix) – 2:33
2. "Atomic City" (David Guetta Extended Remix) – 3:37
3. "Atomic City" (Tiësto Remix) – 4:44
4. "Atomic City" (Mike Will Made-It Remix) – 3:26

## Paradas musicais
| País/Parada (2023)                                      | Melhor posição |
| ------------------------------------------------------- | -------------- |
| Irlanda (IRMA)                                          | 64             |
| Japão (Billboard Japan)                                 | 11             |
| Países Baixos (Single Tip)                              | 30             |
| Países Baixos (Tipparade)                               | 20             |
| Nova Zelândia (RMNZ)                                    | 33             |
| Eslováquia (Rádio Top 100)                              | 91             |
| Reino Unido (Singles Downloads Chart)                   | 10             |
| UK Singles Sales (OCC)                                  | 11             |
| Estados Unidos (Billboard Adult Alternative Songs)      | 1              |
| Estados Unidos (Billboard Adult Top 40)                 | 29             |
| Estados Unidos (Billboard Alternative Airplay)          | 15             |
| Estados Unidos (Billboard Hot Rock & Alternative Songs) | 38             |
| Estados Unidos (Billboard Mainstream Rock)              | 35             |

## Créditos
U2
- Bono – vocal
- Adam Clayton – baixo
- The Edge – guitarra  ·  vocal de apoio
- Larry Mullen Jr. – bateria

Performance adicional e técnica
- Chris Bellman – masterização de áudio
- CJ Eiriksson – engenharia de áudio
- Tom Elmhirst – mixagem
- Adam Hong – assistência
- Jacknife Lee – vocal de apoio  ·  produção  ·  engenharia
- Steve Lillywhite – produção